# Dreamtale
Dreamtale är ett finskt power metal-band från Tammerfors som bildades 1999. De har släppt åtta studioalbum varav det senaste, Everlasting Flame, år 2022.

## Medlemmar
Nuvarande medlemmar
- Rami Keränen – gitarr (1999– ), sång (1999–2002)
- Akseli Kaasalainen – keyboard (2006– )
- Arto Pitkänen – trummor (2007–2010, 2017– )
- Mikko Hepo-oja – basgitarr (2019– )
- Zsolt Szilagyi – gitarr (2019– )
- Jarno Vitri – sång (2019– )
- Nitte Valo – sång (2019– )

Tidigare medlemmar
- Petri Laitinen – basgitarr (1999–2000)
- Petteri Rosenbom – trummor (1999–2005, 2010–2014)
- Kalle-Pekka Ware – gitarr (1999)
- Esa Orjatsalo – gitarr (1999–2004)
- Turkka Vuorinen – keyboard (1999–2006)
- Alois Weimer – basgitarr (2000–2002)
- Pasi Ristolainen – basgitarr (2002–2008)
- Tomi Viiltola – sång (2002–2003)
- Jarkko Ahola — sång (2003–2005)
- Mikko Mattila – gitarr (2004–2007)
- Rolf Pilve – trummor (2005–2007)
- Nisse Nordling – sång (2005–2007)
- Seppo Kolehmainen – gitarr (2007–2019)
- Erkki Seppänen – sång (2007–2019)
- Heikki Ahonen – basgitarr (2009–2019)
- Janne Juutinen – trummor (2014–2017)

## Diskografi
Studioalbum
- 2002 – Beyond Reality
- 2003 – Ocean's Heart
- 2005 – Difference
- 2008 – Phoenix
- 2011 – Epsilon
- 2013 – World Changed Forever
- 2016 – Seventhian ...Memories of Time
- 2022 – Everlasting Flame

Singlar
- "Wellon" (2005)
- "Take What the Heavens Create" (2008)
- "Payback" (2008)
- "Angel of Light" (2009)
- "Tides of War" (2013)
- "Join the Rain" (2013)
- "October Is Mine" (2016)
- "Sleeping Beauty" (2019)
- "The Glory" (2022)
- "Battleheart" (2024)

Demo
- Shadow of the Frozen Sun (1999)
- Refuge from Reality (2000)